# Культура (Кам'янський район)
Культу́ра — село в Україні, у П'ятихатській міській громаді Кам'янського району Дніпропетровської області.
Населення — 286 мешканців.

## Населення

### Мова
Розподіл населення за рідною мовою за даними перепису 2001 року:
| Мова            | Кількість | Відсоток |
| --------------- | --------- | -------- |
| українська      | 272       | 95.11%   |
| російська       | 11        | 3.84%    |
| вірменська      | 1         | 0.35%    |
| румунська       | 1         | 0.35%    |
| інші/не вказали | 1         | 0.35%    |
| Усього          | 286       | 100%     |

## Географія
Село Культура знаходиться за 1 км від села Петрівка і за 3 км від міста П'ятихатки. По селу протікає пересихаючий струмок з загатою. Поруч проходять автомобільна дорога М04 (E50) і залізниця, станція П'ятихатки-Стикова.

## Інтернет-посилання
- Погода в селі Культура [Архівовано 20 грудня 2011 у Wayback Machine.]

1. ↑  Рідні мови в об'єднаних територіальних громадах України — Український центр суспільних даних